# 泰达武尔
泰达武尔（Thedavur），是印度泰米尔纳德邦Salem县的一个城镇。总人口7453（2001年）。

## 人口
该地2001年总人口7453人，其中男性3802人，女性3651人；0—6岁人口879人，其中男476人，女403人；识字率53.24%，其中男性为63.41%，女性为42.65%。